# Elmer Lach

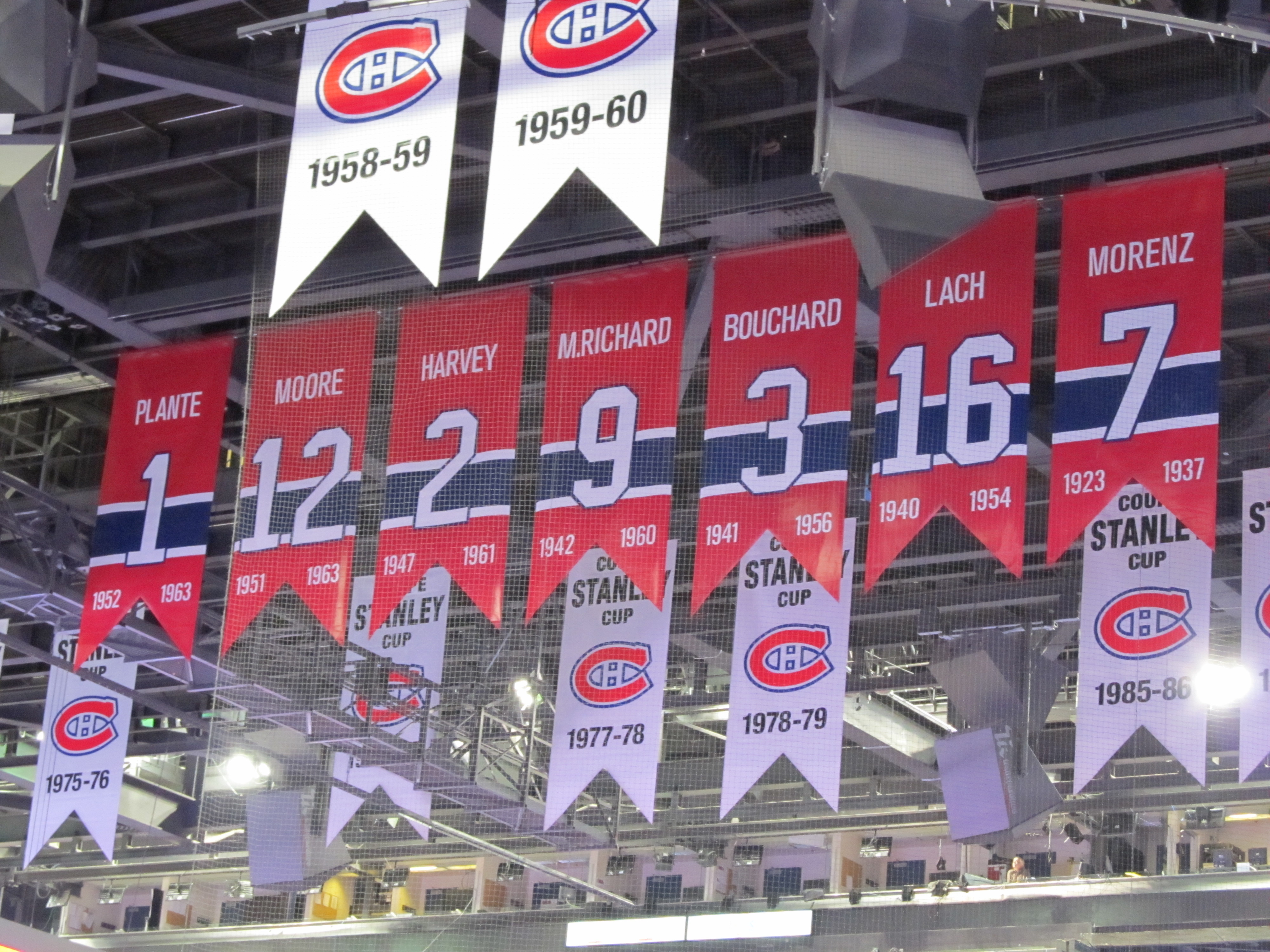
Elmer Lachs #16 i taket inuti Bell Centre.

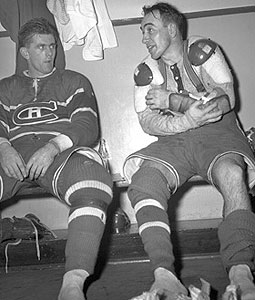
Elmer Lachs kedjekamrater i "Punch Line", Maurice Richard till vänster och Toe Blake till höger.

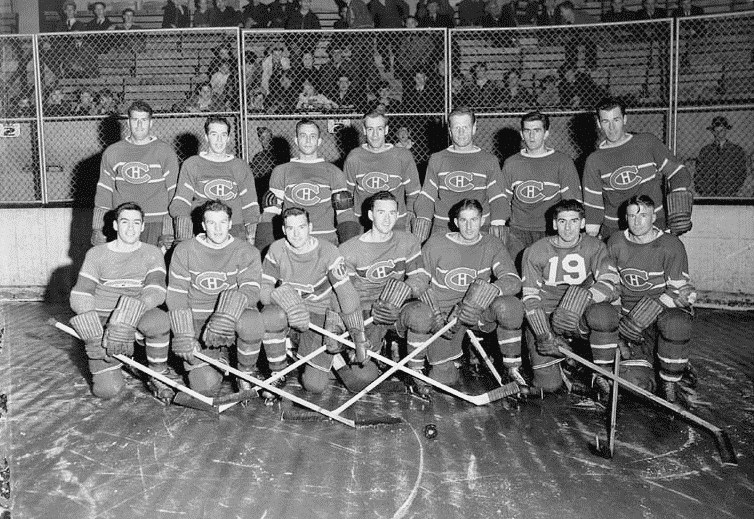
Elmer Lach, trea från höger i främre raden, i Montreal Canadiens 1942.

Elmer James Lach, född 22 januari 1918 i Nokomis, Saskatchewan, död 4 april 2015 i Pointe-Claire, Quebec, var en kanadensisk professionell ishockeyspelare.
Lach spelade för Montreal Canadiens i NHL åren 1940–1954.

## NHL
Elmer Lach debuterade för Montreal Canadiens i NHL säsongen 1940–41 då han gjorde 7 mål och 14 assist för 21 poäng på 43 matcher. Säsongen 1942–43 etablerade sig Lach som en av Canadiens bästa offensiva spelare då han gjorde 58 poäng på 45 matcher och kom tvåa i lagets interna poängliga.
Säsongen 1943–44 debuterade högerforwarden Maurice Richard i Montreal Canadiens och lagets tränare Dick Irvin placerade honom i en kedja med Elmer Lach som center och Toe Blake som vänsterforward. Kedjan, som kom att kallas för "Punch Line", skulle komma att dominera NHL de nästföljande åren. Lach gjorde 24 mål och 48 assist för totalt 72 poäng på 48 matcher i grundserien och i slutspelet 1994 gick Canadiens hela vägen och vann Stanley Cup efter att man besegrat Chicago Black Hawks i finalen med 4-0 i matcher.
Säsongen 1944–45 gjorde Lach 26 mål och 54 assist för totalt 80 poäng på 50 matcher och vann med det NHL:s poängliga, sju poäng före kedjekamraten Maurice Richard. Han tilldelades även Hart Memorial Trophy som ligans mest värdefulle spelare. I slutspelet 1945 förlorade dock Canadiens mot Toronto Maple Leafs i semifinalen med 4-2 i matcher.
1946 var Canadiens tillbaka som mästare efter att man besegrat Boston Bruins i Stanley Cup-finalen med 4-1 i matcher. Lach gjorde 5 mål och 12 assist för totalt 17 poäng på 9 matcher i slutspelet
Säsongen 1947–48 vann Lach NHL:s poängliga för andra gången efter att ha gjort 30 mål och 31 assist för totalt 61 poäng på 60 matcher. För den bedriften tilldelades han det nyinstiftade priset Art Ross Trophy som ligans poängkung. "Punch Line" upplöstes efter säsongen 1947–48 då Toe Blake, kedjans äldste spelare, valde att trappa ner i mindre ligor.
Lach skulle vinna Stanley Cup med Canadiens en tredje och sista gång säsongen 1952–53. I Stanley Cup-finalen 1953 besegrade Canadiens Boston Bruins med 4-1 i matcher. Lach spelade ytterligare en säsong i Canadiens innan han avslutade sin spelarkarriär 1954.

## Meriter
- Stanley Cup – 1944, 1946 och 1953
- Hart Memorial Trophy – 1944–45
- Art Ross Trophy – 1947–48. Retrospektivt även 1944–55.
- Flest assist i NHL:s grundserie – 1944–45, 1945–46 och 1951–52[3]
- NHL First All-Star Team – 1944–45, 1947–48 och 1951–52
- NHL Second All-Star Team  – 1943–44 och 1945–46,
- Invald i Hockey Hall of Fame 1966
- Elmer Lachs #16 pensionerat av Montreal Canadiens 4 december 2009.

## Kuriosa
I filmen The Rocket - Hockeylegenden från 2005 spelas rollen som Elmer Lach av den före detta NHL-spelaren Mike Ricci.

## Statistik
| 1940–41    | Montreal Canadiens | NHL        | 43  | 7   | 14  | 21  | 16  | 3  | 1  | 0  | 1  | 0  |
| 1941–42    | Montreal Canadiens | NHL        | 1   | 0   | 1   | 1   | 0   | —  | —  | —  | —  | —  |
| 1942–43    | Montreal Canadiens | NHL        | 45  | 18  | 40  | 58  | 14  | 5  | 2  | 4  | 6  | 6  |
| 1943–44    | Montreal Canadiens | NHL        | 48  | 24  | 48  | 72  | 23  | 9  | 2  | 11 | 13 | 4  |
| 1944–45    | Montreal Canadiens | NHL        | 50  | 26  | 54  | 80  | 37  | 6  | 4  | 4  | 8  | 2  |
| 1945–46    | Montreal Canadiens | NHL        | 50  | 13  | 34  | 47  | 34  | 9  | 5  | 12 | 17 | 4  |
| 1946–47    | Montreal Canadiens | NHL        | 31  | 14  | 16  | 30  | 22  | —  | —  | —  | —  | —  |
| 1947–48    | Montreal Canadiens | NHL        | 60  | 30  | 31  | 61  | 72  | —  | —  | —  | —  | —  |
| 1948–49    | Montreal Canadiens | NHL        | 36  | 11  | 18  | 29  | 59  | 1  | 0  | 0  | 0  | 4  |
| 1949–50    | Montreal Canadiens | NHL        | 64  | 15  | 33  | 48  | 33  | 5  | 1  | 2  | 3  | 4  |
| 1950–51    | Montreal Canadiens | NHL        | 65  | 21  | 24  | 45  | 48  | 11 | 2  | 2  | 4  | 2  |
| 1951–52    | Montreal Canadiens | NHL        | 70  | 15  | 50  | 65  | 36  | 11 | 1  | 2  | 3  | 4  |
| 1952–53    | Montreal Canadiens | NHL        | 53  | 16  | 25  | 41  | 56  | 12 | 1  | 6  | 7  | 6  |
| 1953–54    | Montreal Canadiens | NHL        | 48  | 5   | 20  | 25  | 28  | 4  | 0  | 2  | 2  | 0  |
| NHL totalt | NHL totalt         | NHL totalt | 664 | 215 | 408 | 623 | 478 | 76 | 19 | 45 | 64 | 36 |